# Jake Zamansky
Jake Zamansky (ur. 26 czerwca 1981) – amerykański narciarz alpejski.
Startował na Mistrzostwach Świata w Val d'Isère. Nie ukończył slalomu giganta.
Startował na Igrzyskach w Vancouver. W slalomie gigancie zajął 31. miejsce.